# Bão Gustav
Bão Gustav ( / ˈ ɡ ʊ s t ɑː v / ) là cơn bão có sức tàn phá lớn thứ hai trong mùa bão Đại Tây Dương năm 2008 . Bão nhiệt đới thứ bảy , cơn bão thứ ba và cơn bão lớn thứ hai trong mùa, Gustav đã gây ra thiệt hại và thương vong nghiêm trọng ở Haiti, Cộng hòa Dominica, Jamaica, Quần đảo Cayman, Cuba và Hoa Kỳ. Gustav đã gây thiệt hại ít nhất 8,31 tỷ USD (USD 2008). 
Nó hình thành vào sáng ngày 25 tháng 8 năm 2008, cách Port-au-Prince , Haiti khoảng 260 dặm (420 km) về phía đông nam và nhanh chóng mạnh lên thành bão nhiệt đới vào chiều hôm đó và thành bão cuồng phong vào sáng sớm ngày 26 tháng 8. Cuối ngày hôm đó, nó đổ bộ gần thị trấn Jacmel của Haiti . Nó tràn ngập Jamaica và tàn phá miền Tây Cuba, sau đó di chuyển đều đặn qua Vịnh Mexico . 
Khi tiến vào vùng Vịnh, Gustav dần suy yếu do độ đứt gió tăng và không khí khô. Nó suy yếu thành bão cấp 2 vào cuối ngày 31 tháng 8 và duy trì ở cường độ đó cho đến khi đổ bộ vào sáng ngày 1 tháng 9 gần Cocodrie, Louisiana .  Quá trình suy yếu tiếp tục diễn ra, và Gustav đã suy yếu thành một cơn bão nhiệt đới vào tối hôm đó và thành một áp thấp nhiệt đới vào ngày hôm sau khi nó uốn khúc quanh vùng trung nam Hoa Kỳ. Hệ thống yếu trở thành ngoại nhiệt đới vào ngày 4 tháng 9 và bị hấp thụ bởi một mức thấp khác vào ngày 5 tháng 9. 

Tổng cộng, ước tính có khoảng 153 trường hợp tử vong do Gustav ở Hoa Kỳ và Caribe . Tổng thiệt hại ở Hoa Kỳ lên tới 6 tỷ USD (2008 USD)  với thiệt hại bổ sung là 2,1 tỷ USD ở Cuba  và 210 triệu USD thiệt hại ở Jamaica. 

## Lịch sử khí tượng
Gustav hình thành từ một sóng nhiệt đới trước đó đã tạo ra mưa và gió giật ở Tiểu Antilles . Nó đã phát triển các dải cong được xác định rõ ràng và thể hiện một thời gian ngắn tính năng mắt ở cấp độ cao hơn . NHC đã chỉ định nó là Áp thấp nhiệt đới số 7 và điều động một máy bay săn bão để điều tra hệ thống.  Vào thời điểm đó, hệ thống có một dòng phân kì được xác định rõ ràng ở tất cả trừ các góc phần tư phía đông nam và tây nam,  và dữ liệu từ máy bay săn bão xác nhận rằng áp thấp nhiệt đới đã mạnh lên thành bão nhiệt đới, nó được đặt tên là Bão nhiệt đới Gustav.  Một giai đoạn vô tổ chức ngắn ngủi  được chứng minh là tạm thời khi một bức tường mắt được xác định rõ hình thành cùng đêm đó.  Trong những giờ đầu tiên của ngày 26 tháng 8, khi cơn bão tiếp cận bán đảo phía tây nam của Haiti,  một máy bay săn bão khác đã xác nhận điều mà các nhà dự báo đã nghi ngờ—rằng Gustav đã mạnh lên thành bão với sức gió lên tới 80 hải lý/h (150 km/giờ, 90 dặm/h) .  Trước khi đến Haiti, hình ảnh vệ tinh của nó tiếp tục tăng cường, vùng trung tâm u ám dày đặc trở nên nổi bật hơn,  và áp suất trung tâm tối thiểu giảm xuống. 
Bão Gustav đã lấy lại được một mắt bão rõ rệt khi nó đổ bộ vào Haiti với sức gió 75 dặm/giờ (120 km/giờ),  gần thị trấn Jacmel.  Khi cơn bão di chuyển qua địa hình đồi núi của Haiti, quá trình hoàn lưu của nó bị gián đoạn  và nó mất đi một chút sức mạnh.  Mặc dù đã hạ cấp xuống một cơn bão nhiệt đới, nó vẫn có một con mắt rõ rệt ở các cấu trúc cấp trung và cấp trên của nó. Dòng chảy ra của nó được cải thiện trong suốt đêm ngày 26 tháng 8,  và hệ thống không bị cản trở nhiều khi nó di chuyển trở lại trên mặt nước vào Vịnh Gonâve .  Tuy nhiên, tốc độ di chuyển của cơn bão chậm lại và tiếp tục tương tác với đất liền Haiti gần đó, kết hợp với sự xâm nhập của không khí khô cấp độ trung bình từ phía đông bắc, khiến cơn bão tiếp tục suy yếu trong ngày 27 tháng 8. Cơn bão bắt đầu di chuyển theo  - chuyển động theo hướng tây nam đã đưa nó đến gần Jamaica hơn. Vào sáng ngày 28 tháng 8, người ta phát hiện ra rằng chỉ sau một đêm, Gustav đã di chuyển xa hơn về phía nam hoặc đã di chuyển xa hơn về phía nam so với suy nghĩ trước đây. Cơn bão cũng được cho là đã mạnh lên gần như trạng thái bão cuồng phong.  Sau đó, nó lại được nâng cấp thành bão cuồng phong vào cuối buổi chiều ngày 29 tháng 8. Lúc 11:00 sáng EDT(1500 UTC) vào ngày 30 tháng 8, khi Gustav tiến gần đến đầu phía tây của Cuba, nó đã được nâng cấp thành bão cấp 3 trên Thang bão Saffir-Simpson ,  với sức gió duy trì gần 110 kt (205 km/giờ).  Gustav tiếp tục xu hướng đào sâu nhanh chóng , và ba giờ sau, nó đã đạt đến cường độ cấp 4. Sức gió duy trì tối đa của Gustav đã đạt tới 130 kt (240 km/giờ)  với áp suất tối thiểu là 941 milibar. 
Vào ngày 30 tháng 8, Gustav đã đổ bộ lên Cuba hai lần : lần đầu tiên, trên Isla de la Juventud và sau đó là trên đất liền gần cộng đồng Los Palacios ở tỉnh Pinar del Río .  Vào lúc 22h35 UTC (6:35 chiều Cuba ), một trạm quan trắc thời tiết tại Paso Real de San Diego ở Cuba với chất lượng rất tốt đã ghi nhận gió duy trì trong 2 phút là 135 kt (250 km/h, trên cấp 17); giật 184 kt  (341 km/giờ), là cơn gió mạnh nhất quan trắc được vào thời điểm đó đối với cơn bão nhiệt đới ở Đại Tây Dương , cũng là cơn gió duy trì 2 phút mạnh nhất được biết trên toàn cầu vào thời điểm đó.  Đến đầu giờ ngày 31 tháng 8, Gustav đi vào Vịnh Mexico với sức gió duy trì tối đa là 135 dặm/giờ (217 km/giờ) và áp suất trung tâm tối thiểu là 958 millibar.  Trong ngày 31 tháng 8, cơn bão di chuyển theo hướng tây bắc hơi suy giảm sức mạnh (mặc dù đi qua Dòng điện Vòng lặp bị rút ngắn ) với sức gió duy trì ở tốc độ 115 dặm/giờ.  Vào tối ngày 31 tháng 8, Gustav suy yếu thành bão cấp 2 và duy trì ở cường độ như vậy cho đến khi đổ bộ vào Hoa Kỳ  Gustav đổ bộ dọc theo bờ biển Louisiana với sức gió 105 dặm/giờ (169 km/giờ) gần Cocodrie,  vào khoảng 9:30 sáng CDT (14:30 UTC). Khi đổ bộ vào Hoa Kỳ, gió cấp bão mở rộng ra ngoài 70 dặm (110 km) từ trung tâm, và gió cấp bão nhiệt đới kéo dài 200 dặm (320 km). Đêm đó, lúc 10 giờ tối theo CDT, Gustav đã được hạ cấp thành Bão nhiệt đới với sức gió 60 dặm/giờ (97 km/giờ) cách khoảng 20 dặm (32 km) về phía tây nam của Alexandria , Louisiana  và đến 4 giờ sáng theo giờ CDT vào ngày 2 tháng 9 Gustav đã suy yếu thành Áp thấp nhiệt đới với nguy cơ lũ lụt nghiêm trọng ở hạ lưu Thung lũng Mississippi và phía đông Texas. 